# 特技演員
特技演員或特技表演者，是指擅長進行特技表演的專家，也是在電影或電視劇中的一種職業。在電影和電視中常看到的特技包括車禍、從高處跌落、拖拽（例如，在馬後方被拖著跑）和爆破。通常從事該職業的人皆是訓練有素的運動員、武術家或表演者，最初是來自於馬戲團表演。此外，有許多著名演員在其職業演藝生涯中亦有從事特技表演工作，如巴斯特·基頓、哈利·胡迪尼、成龍、阿克夏·庫馬、帕萬·卡延、東尼嘉及賈揚。
該職業時常與替身演員混淆，但替身演員本身就是特技演員工作內容中的一環，特技演員的工作涵蓋較廣。
香港動作特技演員稱作龍虎武師，除了負責武打演出外，也擔當特技演員，例如做演員替身、吊鋼絲等。

## 風險
特技演員同時也需承擔著高危險甚至死亡的風險，如因拍攝《死侍2》而死亡的喬伊·哈里斯。

## 外部連結
- Stuntmen's Association （页面存档备份，存于）
- Hollywood Stuntmen's Hall Of Fame （页面存档备份，存于）